# Melkendorf (Litzendorf)

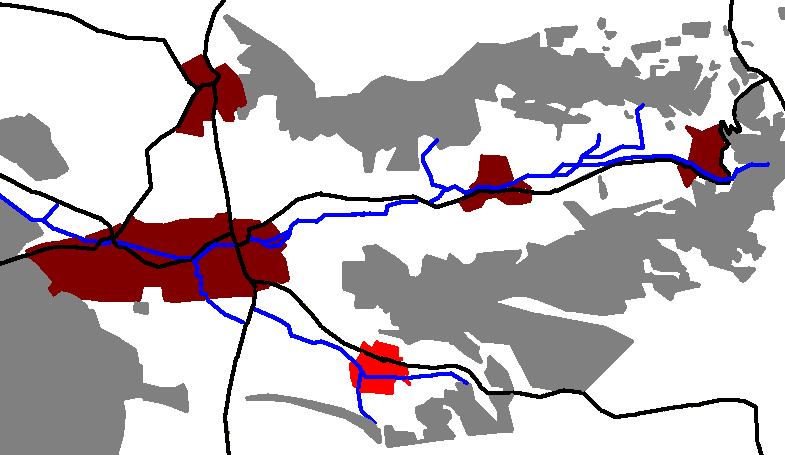
Lage von Melkendorf in der Gemeinde Litzendorf

Melkendorfist ein Gemeindeteil der Gemeinde Litzendorf im oberfränkischen Landkreis Bamberg in Bayern. Das Kirchdorf hat 733 Einwohner (Stand 31. Dezember 2018).

## Geschichte
Erstmals urkundlich erwähnt wurde Melkendorf am 16. Dezember 1279 in einer Urkunde des  Friedrich von Truhendingen, der das Dorf „Meilkendorf“ aus Geldnot für 64 Pfund Heller an das Kloster Langheim, unter dem Vorbehalt eines Rückkaufsrechtes, verkaufte. Dies geschah unter der Regierung des Königs Rudolf von Habsburg (1273–1291). 
Seine Witwe Agnes bestätigte zu Giech auf der Burg am 13. April 1290 diese Übertragung, nachdem der Langheimer Abt Hartmann das Dorf „Melchindorf“ für 105 Pfund Heller bei den Gläubigern ausgelöst hatte.
1921 wurde der Grundstein für die Filialkirche St. Joseph gelegt, die zwei Jahre später eingeweiht wurde.
Im Jahre 1914 wurde mit einem Schulhausbau begonnen. Die Schule wurde im September 1915 in Betrieb genommen. Die Kosten des Gebäudes betrugen 30.000 Mark.  
Kirche und Schule sowie zwei Bauernhäuser sind in die Liste der Baudenkmäler in Melkendorf eingetragen.
Melkendorf wurde im Zweiten Weltkrieg, am 13. April 1945 um 9:30 Uhr, einem der letzten Kriegstage, von den Amerikanern eingenommen.
Am 1. Mai 1978 wurde die Gemeinde Melkendorf, die keine weiteren Ortsteile hatte, aufgelöst und im Zuge der Gebietsreform in Bayern nach Litzendorf eingemeindet.

## Sängerehrenmal

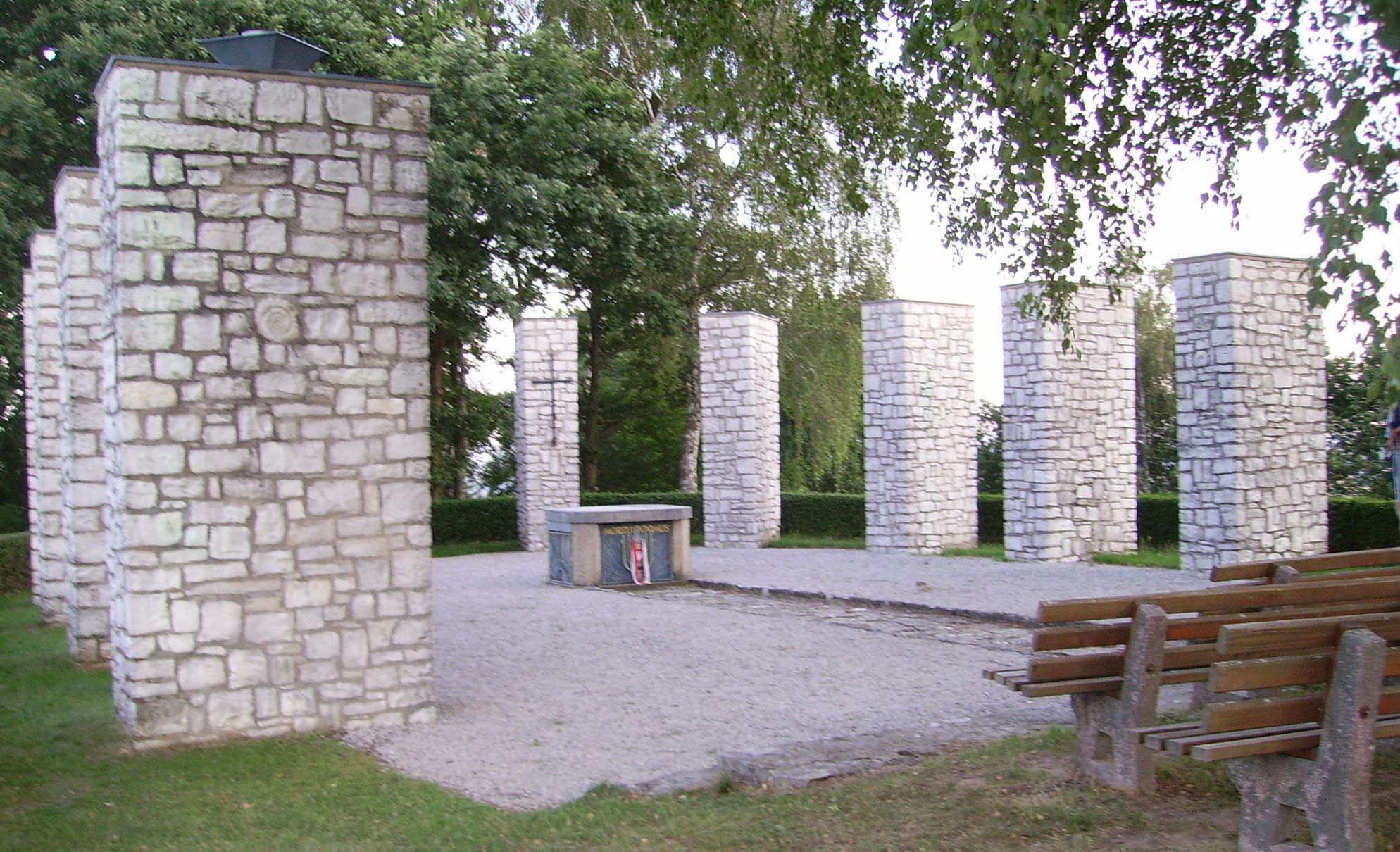
Sängerehrenmal

Auf dem Hahnberg steht das Sängerehrenmal Melkendorf des Fränkischen Sängerbundes, das am 26. Juli 1954 eingeweiht wurde. 
Es besteht aus zwölf Kalksandstein-Säulen und ist das einzige Sängerehrenmal Deutschlands. Die Säulen sind vier Meter hoch und um einen sarkophagähnlichen Altar gruppiert.

## Nikolaus Lemmerer
Melkendorf ist wohl der Ausgangspunkt der Wallfahrt ins etwa 70 Kilometer entfernte Dettelbach im heutigen Unterfranken. Aus „villae Melchendorff Babergensis Diözesis“ stammte der Tagelöhner Nikolaus Lemmerer. Er hatte, nachdem er nach einer Schlägerei ans Bett gefesselt war, die Vision, nach Dettelbach zu pilgern und einen Bildstock aufzusuchen. Dort angekommen, entzündete er eine Kerze und gesundete schnell von seinen Leiden. Noch heute ist die Wallfahrt zur Kirche Maria im Sand an der Stelle des Bildstocks die bedeutendste in der Diözese Würzburg. Der Ethnologe Reinhard Worschech führt an, dass nur das Melkendorf bei Litzendorf als Herkunftsort Lemmerers in Frage kommt.